# Ґронувко (Великопольське воєводство)
Ґронувко (пол. Gronówko, нім. Grünchen) — село в Польщі, у гміні Ліпно Лещинського повіту Великопольського воєводства.
Населення — 320 осіб (2011).
У 1975-1998 роках село належало до Лешненського воєводства.

## Демографія
Демографічна структура станом на 31 березня 2011 року:
|          | Загалом | Допрацездатний вік | Працездатний вік | Постпрацездатний вік |
| -------- | ------- | ------------------ | ---------------- | -------------------- |
| Чоловіки | 161     | 50                 | 97               | 14                   |
| Жінки    | 159     | 33                 | 103              | 23                   |
| Разом    | 320     | 83                 | 200              | 37                   |